# Matsumoto Yosuke
Yosuke Matsumoto (sinh ngày 27 tháng 3 năm 1990) là một cầu thủ bóng đá người Nhật Bản.

## Sự nghiệp câu lạc bộ
Yosuke Matsumoto đã từng chơi cho Amitie SC và Giravanz Kitakyushu.